# Loudspeaker
Loudspeaker je indický hraný film z roku 2018, který režíroval Shiva Tejass podle italského filmu Naprostí cizinci z roku 2016. Snímek měl premiéru dne 10. srpna 2018. V roce 2024 bylo uvedeno druhé indické zpracování tohoto námětu pod názvem Khel Khel Mein.

## Děj
Sedm dlouholetých přátel, tři manželské páry a jeden rozvedený muž, se scházejí na společnou večeři. Během večera se rozhodnou společně hrát neobvyklou hru: mobilní zařízení všech se položí uprostřed stolu a všechny zprávy, e-maily a konverzace všech budou zveřejněny ostatním. Hra ale postupně nabírá ostřejší a temnější obrátky, jak se začínají odhalovat tajemství všech přítomných.

## Obsazení
| Abhishek Jain    |
| usha Rodrigues   |
| Kaavya Sha       |
| Sumanth Bhat     |
| Bhaskar Ninasam  |
| Karthik Rao      |
| Vijay Eshwar     |
| Rangayana Raghu  |
| Prakash Thuminad |